# سکوملنو
سکوملنو (به چکی: Skomelno) یک منطقهٔ مسکونی در جمهوری چک است که در ناحیه روکیتسانی واقع شده‌است. سکوملنو ۲٫۸۸ کیلومتر مربع مساحت و ۲۱۱ نفر جمعیت دارد و ۴۷۸ متر بالاتر از سطح دریا واقع شده‌است.